# Herbert Böttcher
Herbert Böttcher, född 24 april 1907 i Prökuls, Ostpreussen, död 12 juni 1950 i Warszawa, var en tysk promoverad jurist och SS-Brigadeführer.

## Biografi
Böttcher studerade rättsvetenskap vid Albertus-Universität Königsberg, Münchens universitet och Wiens universitet. År 1931 promoverades han till juris doktor vid Leipzigs universitet efter att ha disputerat på en avhandling med titeln Die Kollision des memelländischen Privatrechts mit dem litauischen Privatrecht. Därefter verkade han som advokat i Memelland. I mars 1939 blev han tillförordnad polischef i Memel. Året därpå utsågs han till polischef i Kassel.

### Andra världskriget
Den 1 september 1939 anföll Tyskland Polen och den 26 oktober inrättades Generalguvernementet, den del av Polen som inte inlemmades i Tyska riket. I maj 1942 utsågs Böttcher till SS- och polischef i distriktet Radom i Generalguvernementet. Som sådan var han ansvarig för deportationer av drygt 300 000 judar till förintelselägret Treblinka. Den 1 februari 1944 dödades SS- och polischefen i distriktet Warschau, Franz Kutschera, efter det att han dömts till döden av Armia Krajowa. Böttcher blev då under en månad tillförordnad SS- och polischef i detta distrikt, jämte sin post som ordinarie SS- och polischef i distriktet Radom.
Efter Tysklands kapitulation i maj 1945 greps Böttcher av brittisk militärpolis. År 1947 utlämnades han till Polen, där han i en rättegång i Radom i juni 1949 dömdes till döden genom hängning. Herbert Böttcher avrättades i Warszawa den 12 juni 1950.